# Ферапонтів монастир
Ансамбль колишнього Ферапонтова монастиря — пам'ятка історії та культури федерального значення на території Кирилівського району  Вологодської області (Росія). Являє собою унікальний пам'ятник історії, архітектури та стінопису XIV—XX ст., що дійшов до наших днів в архітектурному комплексі XV — XVII ст. Розташований в монастирі Музей фресок Діонісія є філією  Кирило-Білозерського музею-заповідника. На підставі Указу Президента  Російської Федерації від 2 квітня 1997 року монастир був внесений до Державного реєстру особливо цінних об'єктів культурної спадщини народів Російської Федерації. Сесія ЮНЕСКО внесла в 2000 році Ферапонтів монастир до списку  Всесвітньої спадщини.

## Історія Ферапонтіва монастиря

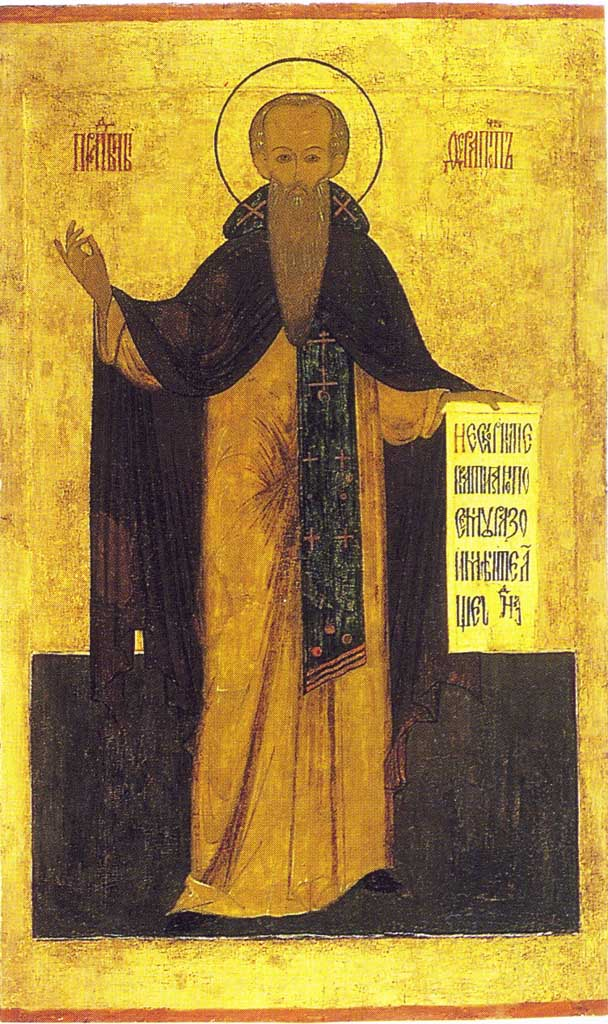
Ферапонт Білозерський

Ферапонтів-Білозерський монастир був заснований  святим  Ферапонтом в 1398 році у вотчині князя Андрія Дмитровича Можайського, сина  Димитрія Донського. Через 10 років Ферапонт залишив монастир своєму учневі Мартініану, тому монастир називався Ферапонтів-Білозерський Богородице-Різдвяний Мартініанів монастир.
Ферапонтів монастир розташований за 20 км від м. Кирилова. Протягом 400 років був чоловічим монастирем. Спочатку монастир був невеликим і нечисленним, віддаленим від селищ і доріг. Число братії на початок XV сторіччя становило 10-15 ченців. Пізніше вздовж його стін проліг великий тракт на Архангельськ через Каргополь, по якій проходив торговий шлях на Північ, а також йшли прочани в Соловецький монастир. Розквіт духовної культури розпочався при ігумені Мартініані і його учні Іоасафі, архієпископі Ростовському. Тут створювалася житійна і філософська література. З насельників обителі у лику святих були прославлені: преподобні  Ферапонт, Мартініан, Касіян Грек (в миру Костянтин, князь Мангупський, засновник Углицької Учемскої пустині). Розквіт господарської діяльності монастиря припав на час царювання Василя II Темного,  Василя III. У монастир приїжджав цар Василій III зі своєю дружиною  Оленою Глинської, щоб помолитися про дарування їм спадкоємця. А пізніше їх син,  Іван Грозний, вносив чималі суми грошей на розвиток обителі. У XVII і XVIII ст. для монастиря наступили важкі часи: траплялися пожежі і розграбування. Монастир постраждав від нападів польських загонів в 1614 році. За царським указом 1764 року були відібрані монастирські володіння.
У XVII сторіччі монастирю судилося стати місцем ув'язнення опального патріарха Никона, який відбував тут 10-річне заслання, починаючи з 1666 року. Засланцями монастиря в різні періоди були митрополит Литовський і Київський  Спиридон, а також святитель  Арсеній Мацеєвич, митрополит Ростовський, розправа над яким відбулася з волі імператриці  Катерини II. В 1798 році монастир був закритий, після чого в XIX сторіччі він став приходом Ферапонтівської волості. У 1904 році був відкритий жіночий монастир, який проіснував до 1925 року. Після вигнання насельниць богослужіння ще відбувалися до 1935 року, потім монастир увійшов до складу Кирилівського краєзнавчого музею. У 1974 році в монастирі був відкритий Музей фресок Діонісія. З 1989 року відновилися богослужіння Ферапонтівського приходу.

## Архітектура і живопис
Архітектура монастиря унікальна за своєю давниною. Це єдиний в Росії комплекс стародавніх споруд дониконівського часу. Собор Різдва Богородиці (1490 рік) — це найдавніший кам'яний храм Російської Півночі, вся внутрішня поверхня якого має настільки ж древні  фрески  Діонісія (1502 рік). Архітектурний ансамбль складається з 4 церков (6 престолів): собор Різдва Богородиці; церква Благовіщення (1531 рік); церква преподобного Мартініана (1641 рік); надбрамна церква Богоявлення з боковим вівтарем преподобного Ферапонта (1650 рік); дзвіниці, Казенної і Трапезної палат.